# Almanahul unui ținut de nisip

Almanahul unui ținut de nisip (în engleză: A Sand County Almanac: And Sketches Here and There) este o colecție de eseuri, apărută în 1949 sub semnătura activistului de mediu Aldo Leopold.
Lucrarea descrie regiunea din jurul casei autorului din Comitatul Sauk, Wisconsin.
Ilustrând ideea atitudinii responsabile a omului față de teritoriul locuit, este considerată o carte fundamentală în cadrul mișcării americane de conservare a mediului.
A fost tipărită în peste două milioane de exemplare și a fost tradusă în 12 limbi.
Publicația The Guardian o plasează printre cele zece cărți care au schimbat lumea.